# 水邊圍邨

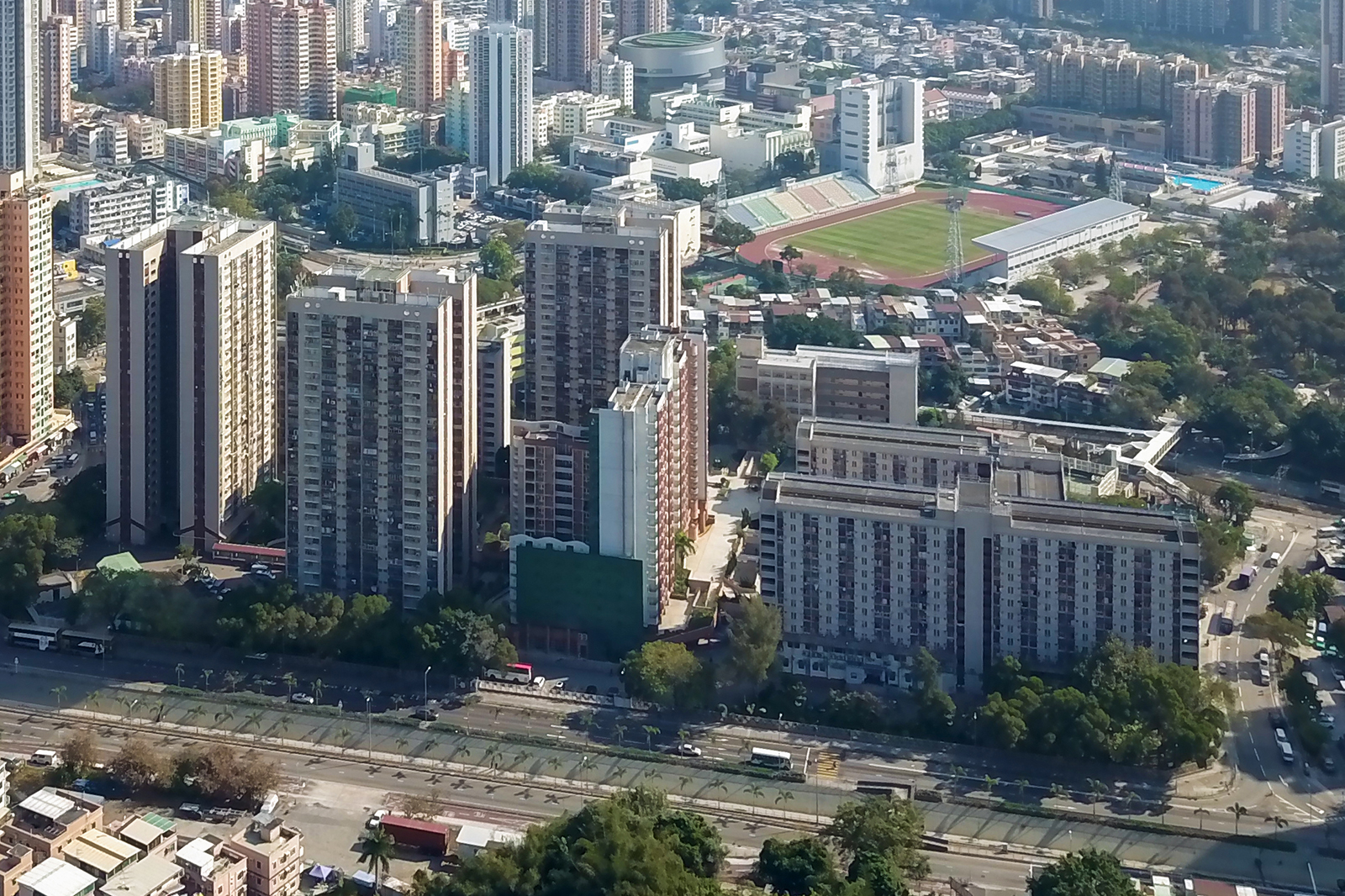
水邊圍邨北面

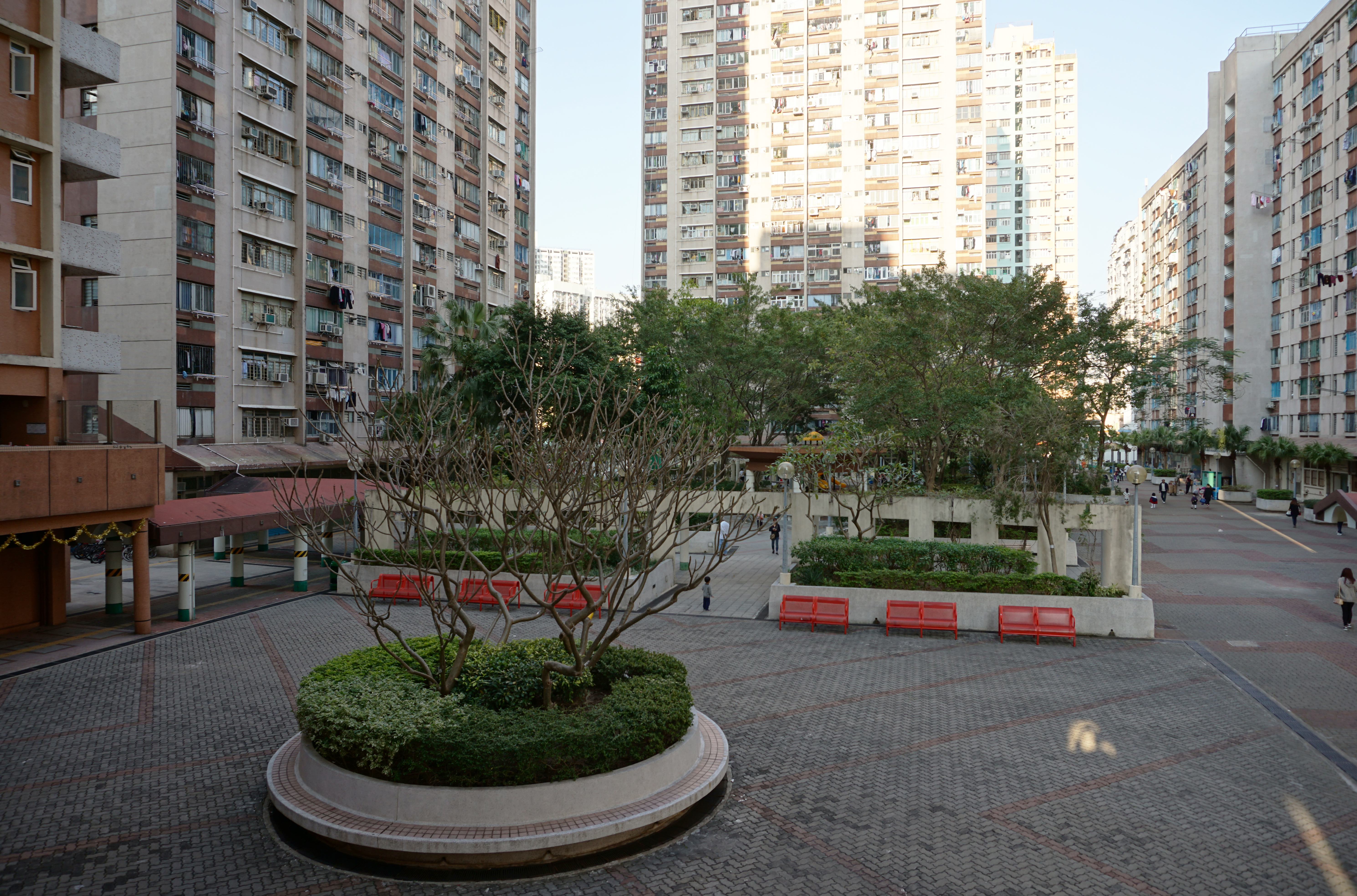
休憩空間

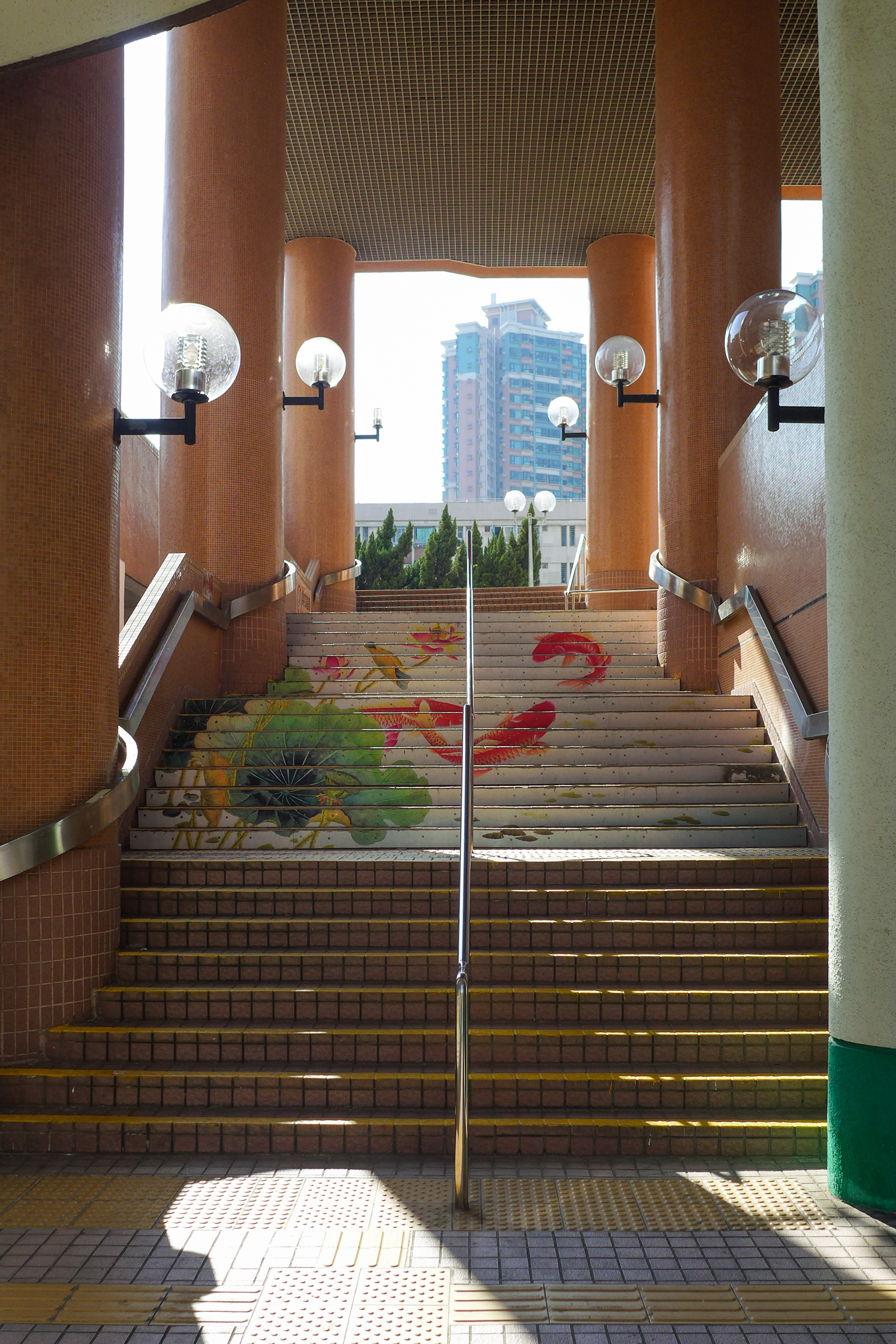
疊水樓的樓梯藝術

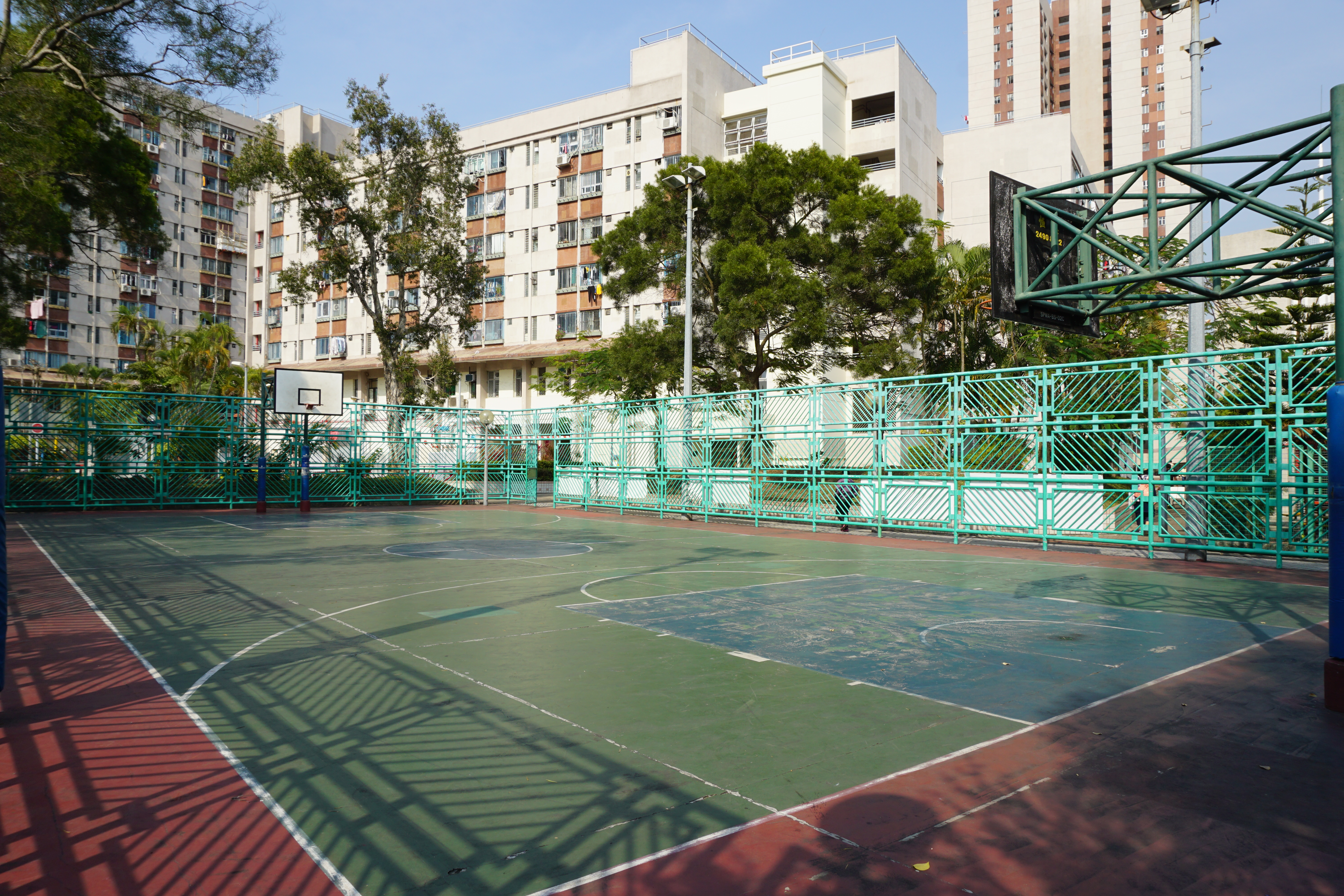
籃球場

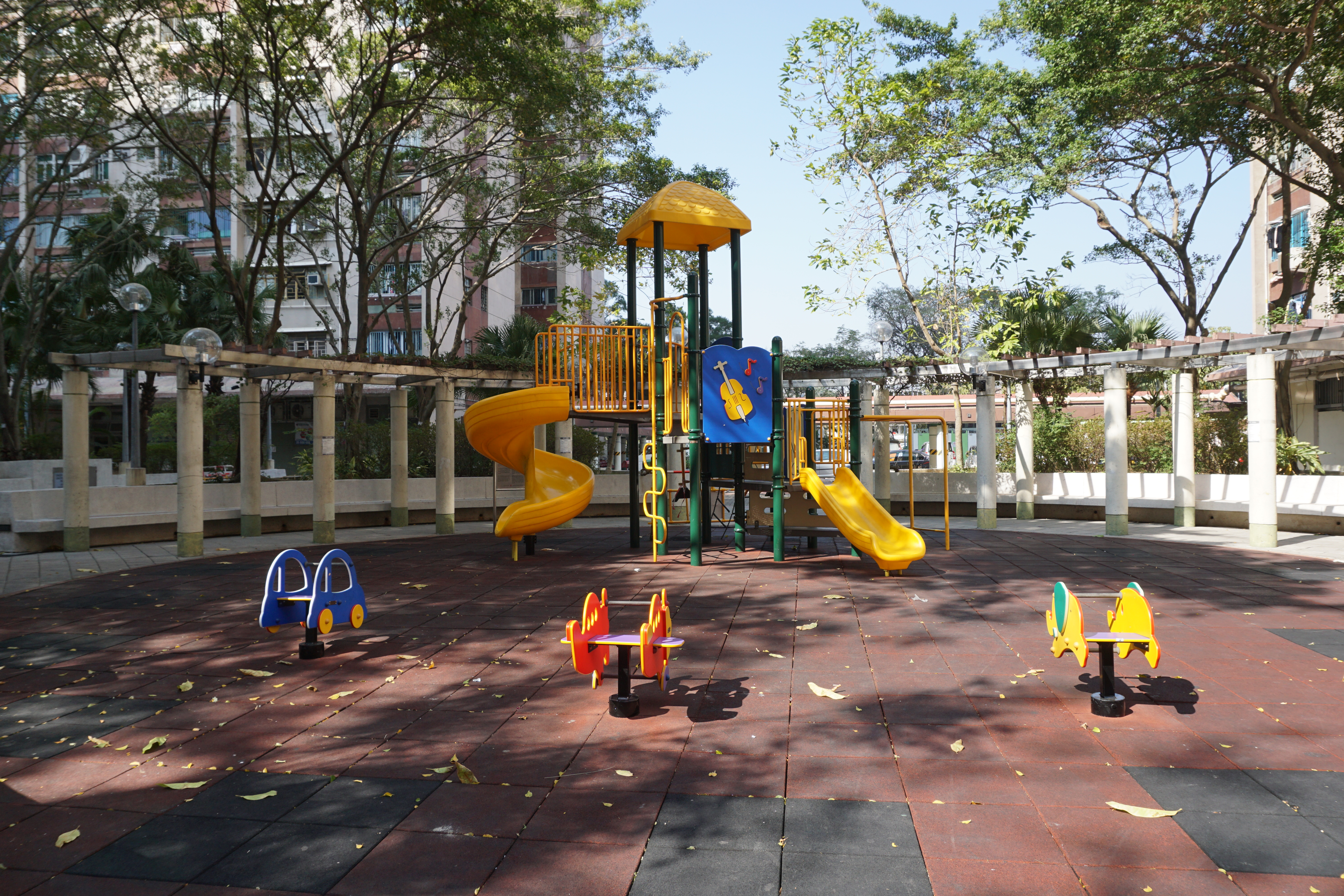
兒童遊樂場

水邊圍邨（英語：Shui Pin Wai Estate）是香港公共屋邨，項目編號為YL01，位於香港新界元朗新市鎮西北部，鄰近朗庭園及鳳池村，於1981年4月正式入伙，第一期由房屋署總建築師Mr.Y.F.Ng 負責設計，第二期疊水樓則由何顯毅建築師事務所設計；全邨均由雅居物業管理管理。是元朗繼元朗邨建立後的第2個公共屋邨。元朗邨於2001年被拆卸後，本邨成為整個元朗區最舊的公共屋邨。
水邊圍邨的分區租約事務管理辦事處／屋邨辦事處由元朗區租約事務管理處（一）管理，停車場管理由越秀亞通管理。

## 屋邨歷史
水邊圍邨原是圍村——水邊圍的一片魚塘（現今的水邊圍位於朗庭園旁），後來香港政府在1979年建立今日的水邊圍邨，共6座樓高20多層的屋邨。後來加建疊水樓，合共7座。

## 屋邨資料

### 樓宇
| 樓宇名稱                   | 樓宇類型                          | 落成年份  | 樓宇層數（住宅層數） | 每層伙數                                                     | 每座單位總數（伙） | 建築師                   | 承建商   | 提供升降機的廠商（更換前） | 提供升降機的廠商（更換後） | 期數 |
| -------------------------- | --------------------------------- | --------- | -------------------- | ------------------------------------------------------------ | ------------------ | ------------------------ | -------- | -------------------------- | -------------------------- | ---- |
| 碧水樓（第5座）  | 舊長型 （中央走廊式，連接F）      | 1981年4月 | 7（5）               | 43                                                           | 215                | 房屋署總建築師 Mr.Y.F.Ng | 有成建築 | （沒有升降機）             | 三菱 Elenessa VVVF         | 1    |
| 盈水樓（第6座）  | 舊長型 （中央走廊式，連接C）      | 1981年4月 | 12（10）             | 40                                                           | 400                | 房屋署總建築師 Mr.Y.F.Ng | 有成建築 | 日立 DB/A2 AC/2            | 日立 VFI-II VVVF           | 1    |
| 湖水樓（第2座） （英語：Woo Shui House） | 舊長型 （中央走廊式，連接C）      | 1981年4月 | 12（11）             | 40                                                           | 440                | 房屋署總建築師 Mr.Y.F.Ng | 有成建築 | 日立 DB/A2 AC/2            | 日立 VFI-II VVVF           | 1    |
| 山水樓（第4座） （英語：San Shui House） | 單座工字型 （第一代設計）         | 1981年4月 | 26（25）             | 14（14樓） 16（其餘樓層）                                    | 398                | 房屋署總建築師 Mr.Y.F.Ng | 有成建築 | 日立 DB/A2 AC/2            | 日立 VFI-II VVVF           | 1    |
| 泉水樓（第1座）  | 單座工字型 （第一代設計）         | 1981年4月 | 26（25）             | 14（14樓） 16（其餘樓層）                                    | 398                | 房屋署總建築師 Mr.Y.F.Ng | 有成建築 | 日立 DB/A2 AC/2            | 日立 VFI-II VVVF           | 1    |
| 康水樓（第3座） （英語：Hong Shui House） | 單座工字型 （第一代設計）         | 1981年4月 | 26（25）             | 14（14樓） 16（其餘樓層）                                    | 398                | 房屋署總建築師 Mr.Y.F.Ng | 有成建築 | 日立 DB/A2 AC/2            | 日立 VFI-II VVVF           | 1    |
| 疊水樓（第7座）  | 小型單位大廈 （連和諧式家庭單位） | 1998年1月 | 18（2-17）           | 15（2-3樓） 20（4-5樓） 21（6樓） 19（7-11樓） 12（12-17樓） | 258                | 何顯毅建築師事務所       | 興勝建築 | 三菱 GPM-III VVVF          | （暫未更換）               | 2    |

## 屋邨設施
- 私家路兩條
  - 北面私家路：媽廟路→山水樓→疊水樓→盈水樓
  - 西面私家路：水邊圍→碧水樓
- 學校設施
  - 特殊幼兒中心：協康會水邊圍中心 （页面存档备份，存于）保良局倪文玲(元朗)兒童發展中心 （页面存档备份，存于） (前身名為：保良局元朗幼兒學習天地)
  - 早期教育及訓練中心：保良局倪文玲(元朗)兒童發展中心 （页面存档备份，存于） (前身名為：保良局元朗幼兒學習天地)
  - 幼稚園：聖馬提亞堂肖珍幼稚園 （页面存档备份，存于）、聖公會聖馬提亞堂幼兒學校 （页面存档备份，存于）
  - 小學：光明學校、聖公會靈愛小學
  - 中學：元朗天主教中學
  - 專上及職業教育：明愛社區書院-元朗 （位於疊水樓地下1號鋪）
- 長者地區中心及綜合家居照顧服務：明愛元朗長者社區中心
- 護理安老宿位：明愛盈水閣
- 長者日間護理中心：仁愛堂龍韶雅長者日間護理中心 （页面存档备份，存于）
- 休憩設施：公園一個，籃球場一個（水邊圍路與青山公路－屏山段的轉角位）、兒童遊樂場及健體區各一個、卵石路步行徑
- 宗教建築：聖伯多祿聖保祿堂（元朗天主教中學旁）、聖馬提亞堂（媽廟路轉彎位）
- 其他：公眾停車場（盈水樓地下）、屋邨辦事處／分區租約事務管理辦事處（泉水樓地下）、屋邨物業管理（盈水樓地下）

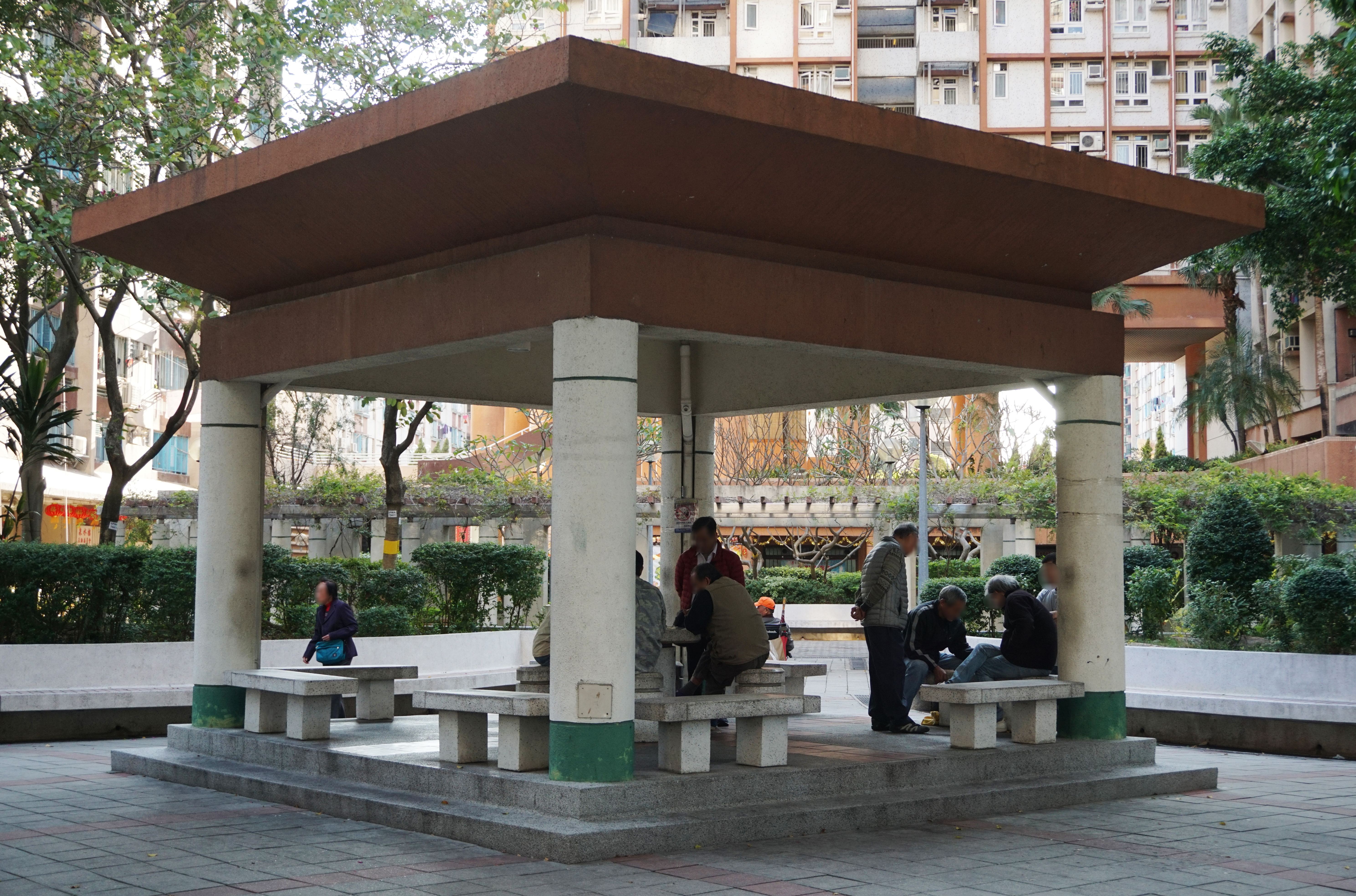
涼亭
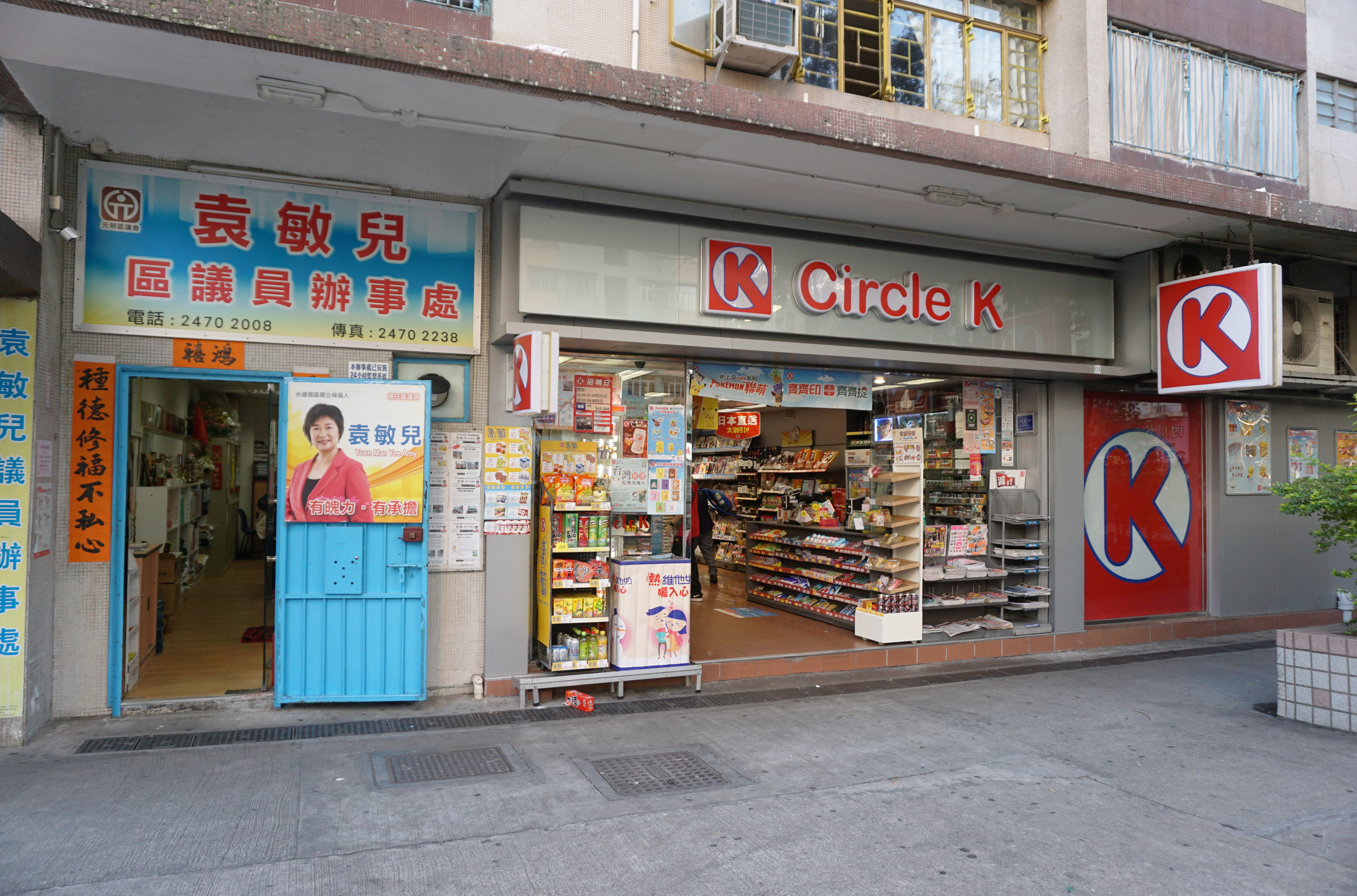
結業前的區議員辦事處及OK便利店
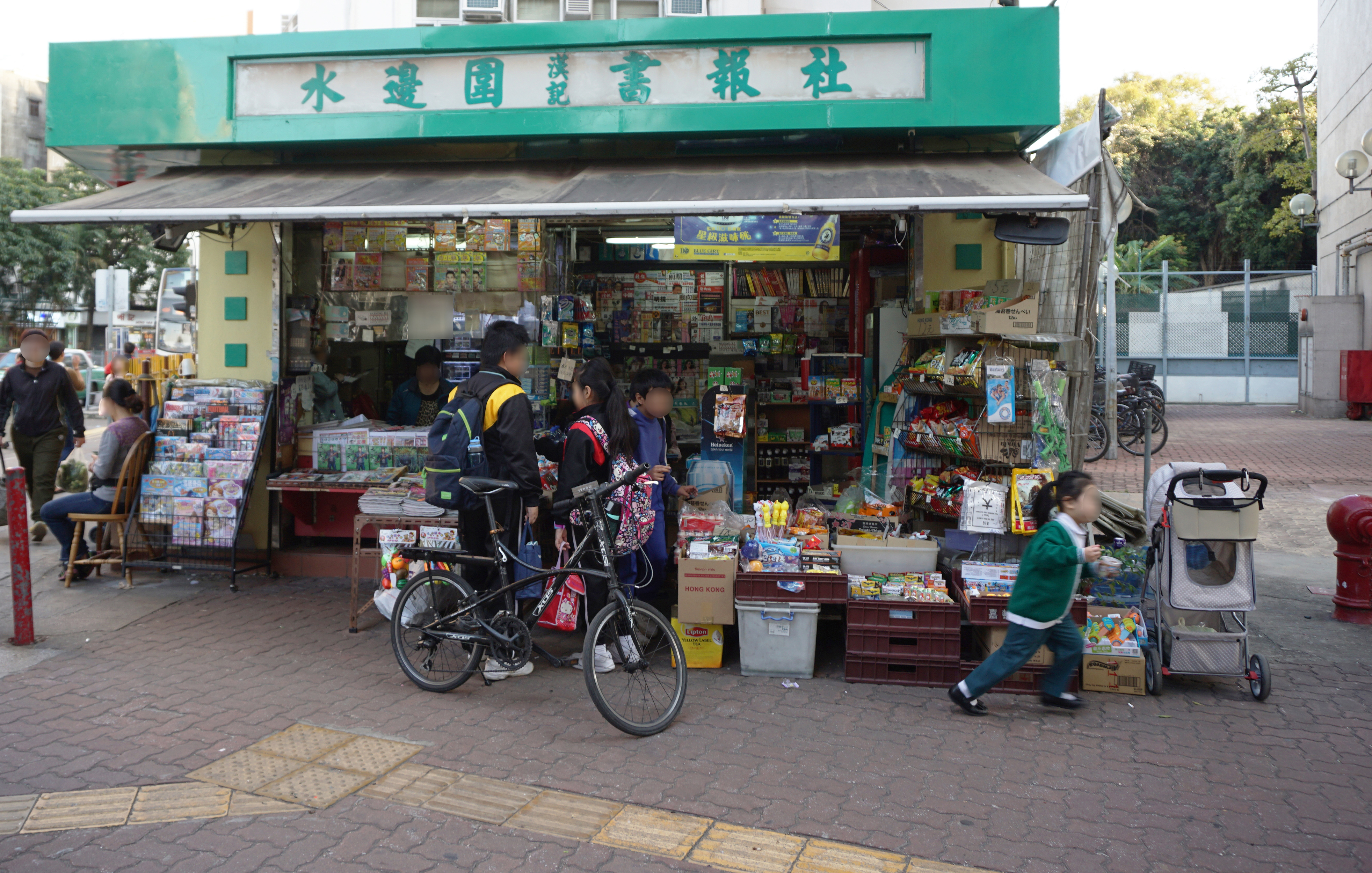
書報社
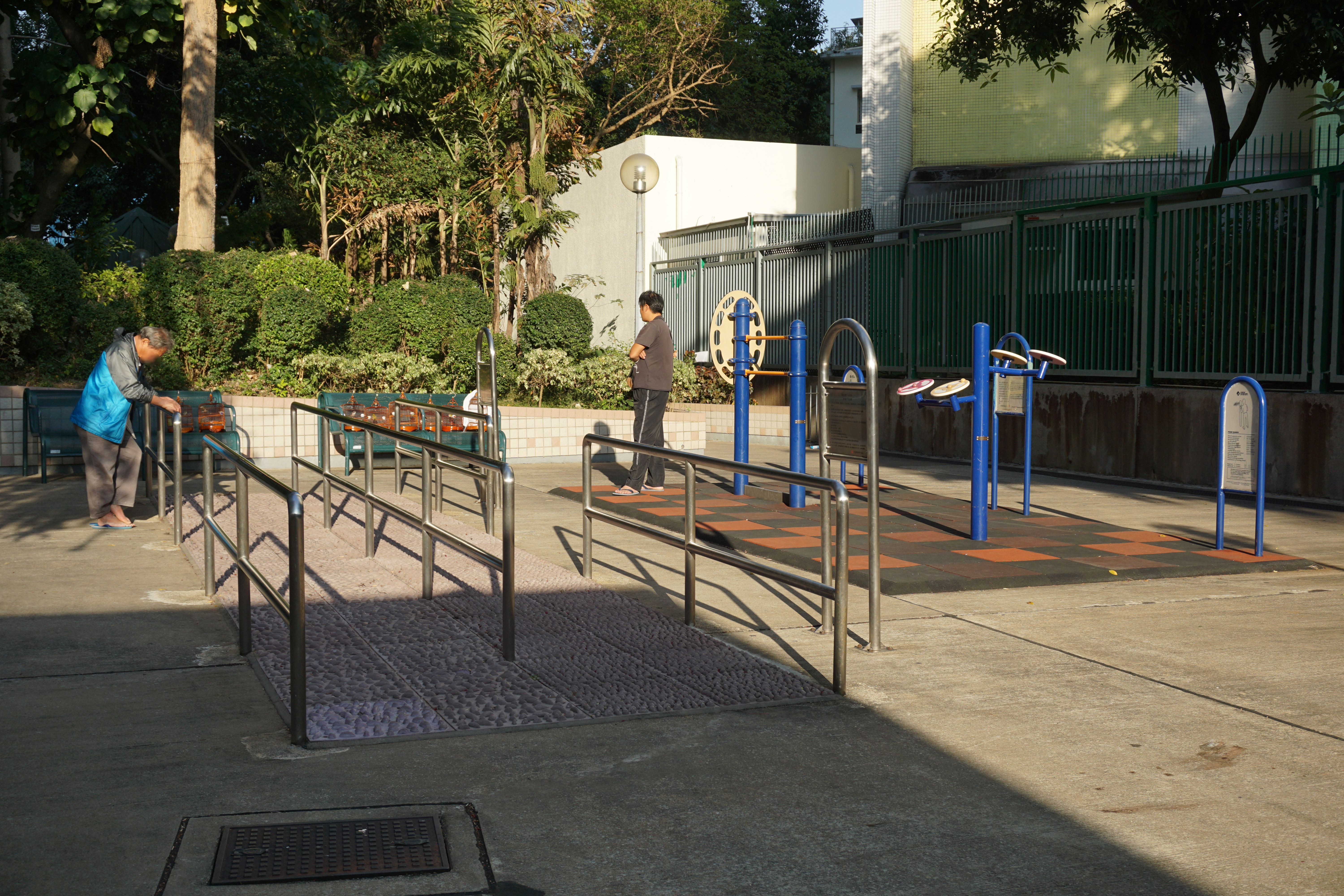
卵石路步行徑及健體區
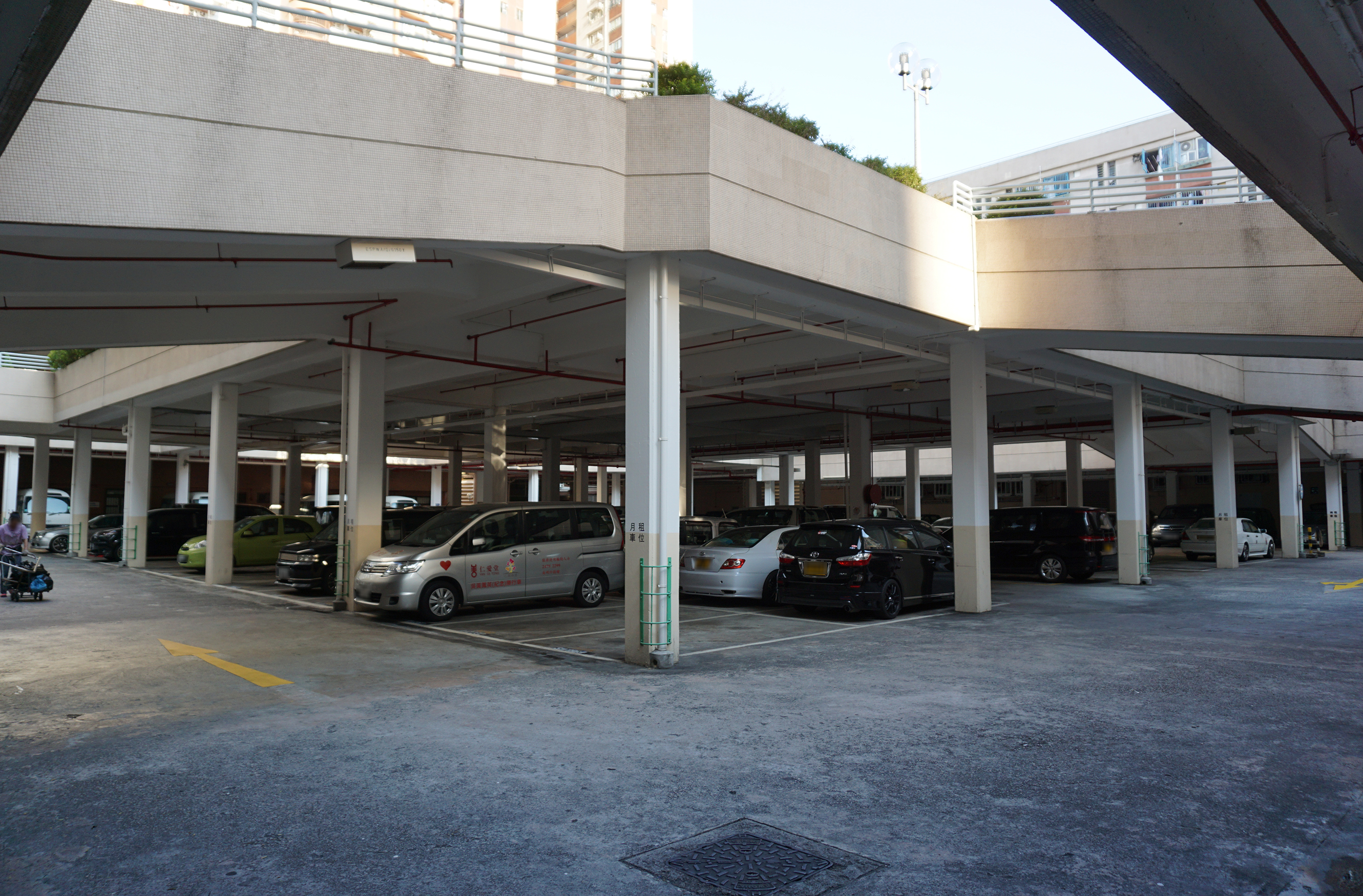
停車場

## 外部連結
- 房委會物業位置及資料 水邊圍邨 （页面存档备份，存于）
- 房委會物業位置及資料 水邊圍邨 （页面存档备份，存于）